# Архангельский, Александр Александрович
Алекса́ндр Алекса́ндрович Арха́нгельский (17 (29) декабря 1892, Казань, Российская империя — 18 декабря 1978, Москва, СССР) — советский авиаконструктор.
Доктор технических наук (1940). Заслуженный деятель науки и техники РСФСР (1947). Герой Социалистического Труда (1947). Лауреат Ленинской премии и трёх Сталинских премий.

## Биография
Родился 17 (29 декабря) 1892 года в Казани. Сын статского советника Александра Семёновича Архангельского (1854—1926) и Анастасии Евграфовны Архангельской, урождённой Поповой (1869—1947).
В 1911 году с серебряной медалью окончил Московскую 4-ю гимназию и поступил на физико-математический факультет Московского университета. Однако уже в 1912 году перешёл в Императорское Московское техническое училище, где стал участником воздухоплавательного кружка под руководством Н. Е. Жуковского, а затем и сотрудником аэродинамической лаборатории. С 1915 года преподавал в Московском воздухоплавательном училище и одновременно работал в Жуковском расчетно-испытательном бюро. В это время Архангельский стал другом А. Н. Туполева, Б. С. Стечкина, В. П. Ветчинкина и А. А. Микулина.
Окончив МВТУ в 1918 году, Архангельский начал работать в недавно созданном Центральном аэрогидродинамическом институте помощником заведующего авиационным отделом (заведующий — Андрей Туполев) и помощником заведующего изучения и разработки конструкций.
Совместно с Б. С. Стечкиным Александр Архангельский в 1920-е годы спроектировал и построил несколько аэросаней «Арбес», ряд которых выпустили небольшими сериями.
С 1922 года Александр Архангельский работал помощником у А. Н. Туполева, а с 1926 года — заместителем главного конструктора.
В 1932 году Александр Архангельский был назначен руководителем бригады скоростных самолётов в составе КБ Туполева, а в 1936 году — главным конструктором самостоятельного конструкторского бюро на авиазаводе № 22 в Филях, где возглавлял работы по запуску в серийное производство бомбардировщиков СБ.
В 1938 году Александр Архангельский был арестован по ложному обвинению, но осуждён не был. Александр Архангельский был направлен в специальное конструкторское бюро ЦКБ-29, известное также как «туполевская шарага», из которой был выпущен в 1941 году.
После начала Великой Отечественной войны КБ Архангельского было объединено с КБ Туполева, после чего было эвакуировано в Омск.
Александр Архангельский вновь был назначен заместителем главного конструктора.
В 1943 году Александр Архангельский вместе со всем персоналом КБ Туполева вернулся в Москву, где работал на авиазаводе № 156 над модернизацией Ту-2.
В конце 1945 года, когда И. В. Сталиным поставлена цель по созданию стратегических бомбардировщиков Ту-4, Александр Архангельский стал правой рукой Андрея Николаевича Туполева. Летом 1947 года опытная партия самолётов Ту-4 участвовала в воздушном параде над Москвой.

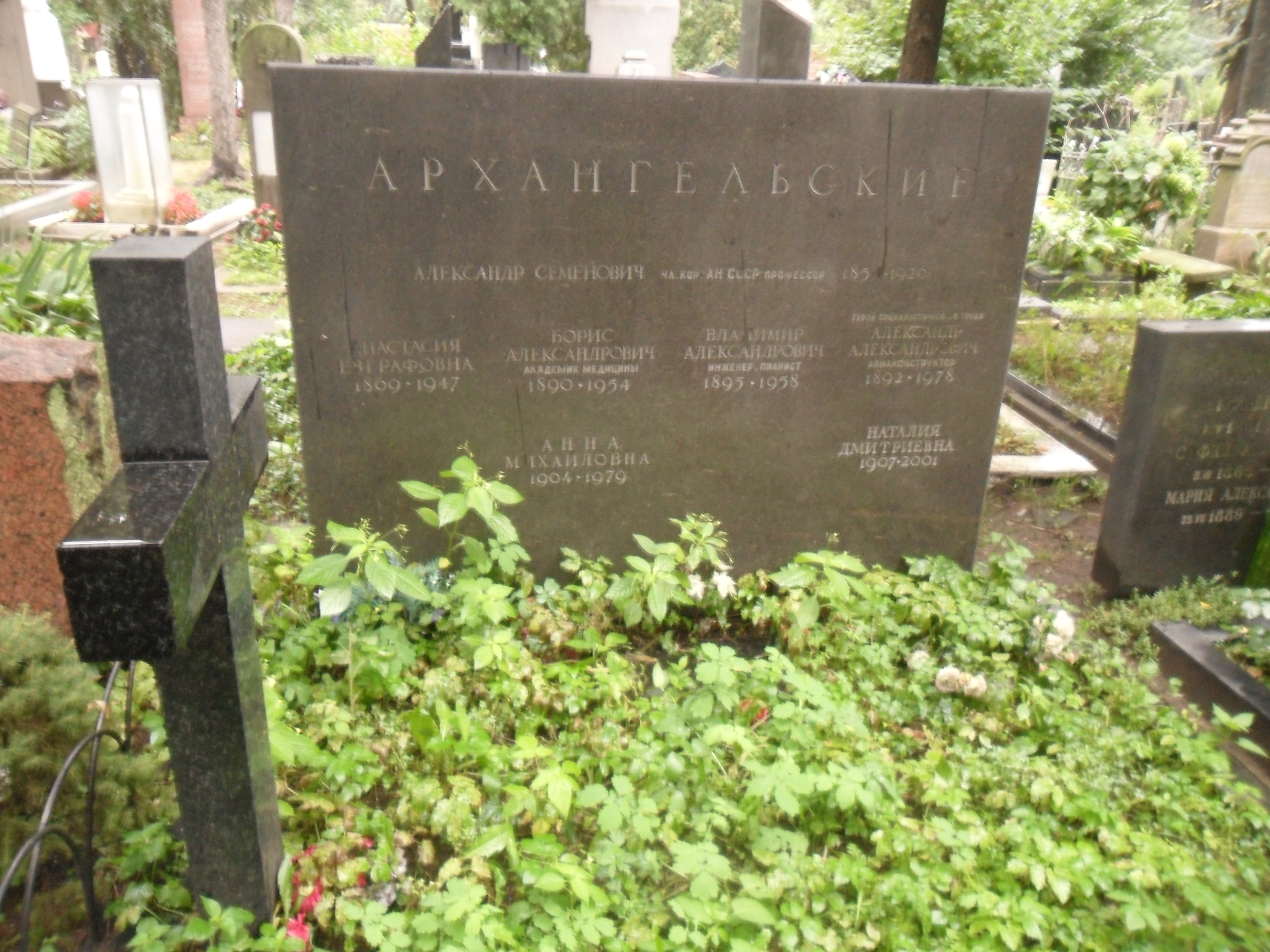
Могила А. А. Архангельского и его родственников на Новодевичьем кладбище.

С 1971 года Александр Архангельский работал председателем Научно-технического совета ОКБ А. Н. Туполева и главным конструктором ОКБ.
А. А. Архангельский умер 18 декабря 1978 года. Похоронен в Москве на Новодевичьем кладбище (участок № 1).

## Семья
- Жена — Наталия Дмитриевна  Архангельская (1907—2001)[2]
- Брат — Борис Александрович Архангельский  (1890—1954)[2]
- Брат — Владимир Александрович Архангельский  (1895—1958)[2]

## Самолёты Архангельского
Александр Александрович Архангельский участвовал в проектировании и создании следующих самолётов:

| - АНТ-2 - АНТ-4 (ТБ-1) - АНТ-6 (ТБ-3) - АНТ-9 «Крылья Советов» | - АНТ-20 «Максим Горький» - АНТ-40 (СБ) - Ар-2 - Ту-4 - Ту-14 | - Ту-104 - Ту-114 - Ту-124 - Ту-134 - Ту-154 |

## Награды и премии
- Герой Социалистического Труда (8 августа 1947) — за выдающиеся достижения в развитии советской авиации и в создании стратегического бомбардировщика Ту-4
- шесть орденов Ленина (1933 — в связи с 15-летием ЦАГИ, 1945, 8 августа 1947, 1957, 1958)
- орден Октябрьской Революции (1971)
- четыре ордена Трудового Красного Знамени (1939, 1963)
- два ордена Красной Звезды (1936, 1944)
- заслуженный деятель науки и техники РСФСР (8 августа 1947)
- Ленинская премия (1957) — за создание скоростного реактивного пассажирского самолёта Ту-104
- Сталинская премия II степени (14 марта 1941) — за разработку конструкции самолёта
- Сталинская премия (1949)
- Сталинская премия I степени (1952) — за работу в области самолётостроения
- премия им. Н. Е. Жуковского
- золотая медаль имени Н. Е. Жуковского «За лучшую работу по теории авиации» (1962)